# 暗殺者の家
『暗殺者の家』（あんさつしゃのいえ、The Man Who Knew Too Much）は、1934年に公開されたイギリスのスリラー映画。監督はアルフレッド・ヒッチコック。悪役にピーター・ローレを迎え、ゴーモン・ブリティッシュで製作した。イギリス時代のヒッチコック作品の中でも成功した作品の一本。
1956年のヒッチコック映画『知りすぎていた男』（主演ジェームズ・ステュアート、ドリス・デイ）はこの映画と同じ原題だが、ストーリーは変更され、トーンも変えている。『映画術 ヒッチコック/トリュフォー』の中でフランソワ・トリュフォーがリメイク版の方が優れて見えると言った時、ヒッチコックはこう答えた。「最初のは才能のあるアマチュアの作品で、二番目のはプロが作ったと言い給え」。ただしこれを額面通りに受けとめていいのかどうかはわからない。
G・K・チェスタトンにも同じ題名の小説（『知りすぎた男―ホーン・フィッシャーの事件簿』、1922年）がある。ヒッチコックはこの本の映画化権を持っていたが、題名だけしか使わなかった。

## あらすじ
娘ベティと一緒にスイスに遊びに来たボブとジルのローレンス夫妻。ルイという男と親しくなり、一緒に舞踏会に参加するが、そこでルイが何者かに射たれてしまった。ルイはボブに英国領事に届けてほしいものがあると言い残して息絶える。ルイの部屋を探すと、国際的暗殺組織の陰謀について書かれたメモを発見。しかし敵は娘ベティを誘拐し、知っていることを誰にも話すなと脅迫する。
イギリスに戻ったローレンス夫妻は娘を取り戻すため奔走する――。

## キャスト
- ボブ・ローレンス - レスリー・バンクス
- ジル・ローレンス - エドナ・ベスト（英語版）
- アボット - ピーター・ローレ
- レヴィン - フランク・ヴォスパー
- クライヴ - ヒュー・ウェイクフィールド
- ベティ・ローレンス - ノヴァ・ピルビーム（英語版）
- ルイ - ピエール・フレネー（英語版）
- ギブソン - ジョージ・カーゾン

## 制作
当初、ヒッチコックは『Road House』の製作中と報じられていたが、その映画はモーリス・エルヴィが監督した。ヒッチコックと脚本のチャールズ・ベネットは「ブルドッグ・ドラモンド」の国際的な陰謀と赤ん坊の誘拐の出てくる話を映画化しようとしていた。タイトルは『Bulldog Drummond's Baby』を考えていた。しかしこの企画は頓挫。ストーリーの骨格だけを利用して別のものを作ることにし、タイトルはG・K・チェスタトンの小説のタイトルから取った。
クレジットは「原案：チャールズ・ベネット＆D・B・ウィンダム・ルイス」になっている。ベネットによると、ルイスは台詞（ダイアログ）担当として雇われたがそれは使われず、さらにストーリー作りにも寄与していないということだが、確かなことはわからない。
ピーター・ローレの英語の映画は『M』（1931年）の英語版に続いて、これが二本目となる。ローレはナチス・ドイツから逃げてきたばかりで、英語を話すことができなかったが、音読で覚えた。
ラストの銃撃戦のシーンは1911年1月3日にロンドンのイーストエンド（ヒッチコックが育った場所）で起きた「シドニー・ストリートの包囲戦」をモデルにした。なお、『知りすぎた男』ではこの銃撃戦は出てこない。
ヒッチコックはロイヤル・アルバート・ホールのシーンの曲のためにオーストラリア人作曲家のアーサー・ベンジャミンを起用。この曲『Storm Clouds Cantata』は『知りすぎた男』でも使われている。
アルフレッド・ヒッチコックのカメオ出演は始まって33分のシーン。ボブとクライヴが礼拝堂に入る前、黒いトレンチコート姿で右から左へ通りを横切る男がヒッチコックである。

## 公開
1934年12月にロンドンで初上映。ニューヨークでの封切りは1935年3月21日。